# Unified threat management
Pour les articles homonymes, voir UTM.
En sécurité informatique, Unified threat management, ou UTM (en français : gestion unifiée des menaces) fait référence à des pare-feu réseau possédant de nombreuses fonctionnalités supplémentaires qui ne sont pas disponibles dans les pare-feu traditionnels.

## Fonctionnalités
Parmi les fonctionnalités présentes dans un UTM, outre le pare-feu traditionnel, on cite généralement le filtrage anti-spam, un logiciel antivirus, un système de détection ou de prévention d'intrusion (IDS ou IPS), et un filtrage de contenu applicatif (filtrage URL).
Toutes ces fonctionnalités sont regroupées dans un même boîtier, généralement appelé appliance.

## Éditeurs de solutions UTM
On trouve parmi les principaux éditeurs de solutions UTM :
- AhnLab : Appliance UTM 1000
- Arkoon (département  de la société française Stormshield) : Appliance UTM FAST360
- Astaro : Appliance UTM Astaro
- Check Point : Safe@Office, VPN-1 UTM Edge, VPN-1 UTM (Logiciel), UTM-1
- Citypassenger : Appliance MobileIT
- Cyberoam : Appliances UTM basées sur l'identité
- Edenwall Technologies : EdenWall
- DrayTek : VigorPro
- Endian Firewall
- Fortinet : FortiGate
- funkwerk : packetalarm
- IBM : Proventia
- InfoSet : Leading world
- iWall : éditeur du système genWall
- Juniper Networks
- Kerio : Kerio Control
- LokTek
- Palo Alto
- Secure Computing Corporation : SnapGear
- Stormshield
- SonicWall : NSA E7500
- Sophos : Sophos UTM
- Symantec
- Untangle : Untangle Open source
- WatchGuard : Firebox
- Sysun Technologies : Sysun Secure
- Zyxel : ZyWALL USG
- Netgate : PfSense (Open source)
- CacheGuard Technologies

Des fournisseurs de services info-gérés commencent à proposer des offres basées sur ce concept.